# Слепые и слон

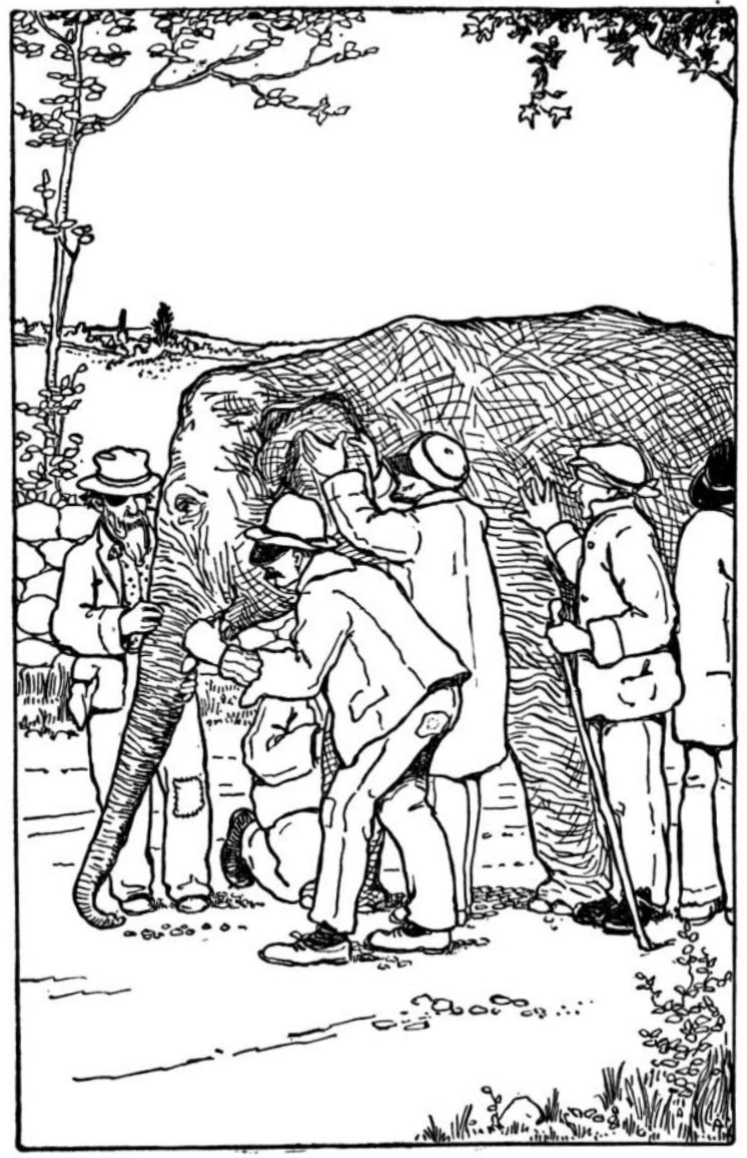
Иллюстрация (начало XX века)

«Слепые и слон» — название древнеиндийской притчи, напоминающей известный в Европе миф о пещере. Версии этой притчи известны в джайнской, буддистской, индуистской и суфийской культурах.

## Притча
В различных вариантах притчи группа слепых людей (или людей, находящихся в темноте) трогает слона, чтобы понять, что он собой представляет. Каждый из них трогает разные части его тела, но при этом только какую-то одну из них, например, бок, хобот или бивень. Затем они описывают свои впечатления от прикосновений друг другу и начинают спор, поскольку каждый описывает слона по-разному, при этом на самом деле ни одно из описаний не является верным. В некоторых вариантах притчи они в итоге начинают дополнять описания друг друга, чтобы вместе составить полное описание реального слона.

## Толкования
Притча о слоне и слепцах иллюстрирует понятия истины и заблуждения. В разных контекстах притчу связывали с релятивизмом, непознаваемым характером истины, поведением экспертов в областях, где имеет место дефицит или недоступность информации, потребностью в общении и необходимостью уважения различных точек зрения.

## В литературе

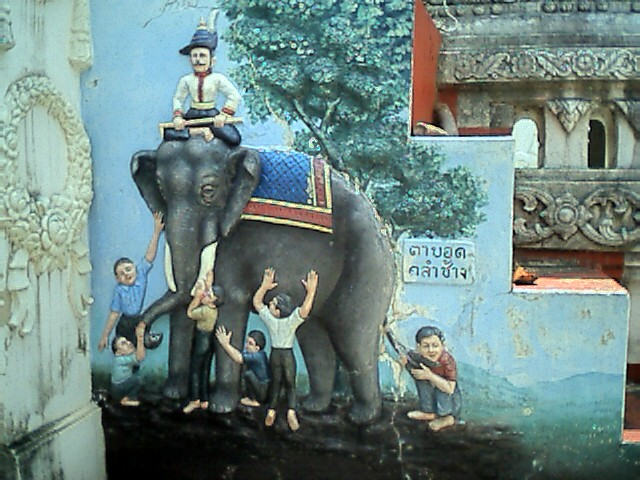
Современное настенное изображение из Таиланда

Американский поэт Джон Годфри Сакс (1816—1887) облёк притчу в стихотворную форму, в результате чего эта аллегория и обрела большую известность в англоязычных странах. На русском языке стала популярной под названием «Учёный спор» в переводе С. Я. Маршака (1940 год).
Российский писатель Сергей Кузнецов в 2004 году издал книгу, в заглавии которой применил метафору притчи: «Ощупывая слона. Заметки по истории русского Интернета». Со слоном он сравнил Рунет, который в период его возникновения разные люди познавали и описывали по-разному.